# Бруклинский мост — Сити-холл / Чеймберс-стрит (Нью-Йоркское метро)
Бруклинский мост — Сити-холл / Чеймберс-стрит (англ. Brooklyn Bridge — City Hall / Chambers Street) — это пересадочный узел Нью-Йоркского метро. Главные выходы идут к Парк-роу и Сентр-стрит.
В пересадочный узел входят станции следующих линий:
- линия Лексингтон-авеню, Ай-ар-ти,
- линия Нассо-стрит, Би-эм-ти.

На станциях пересадочного узла останавливаются маршруты:
- 4, 6, J (круглосуточно),
- 5 (круглосуточно, кроме ночи),
- <6> (в будни днём в пиковом направлении),
- Z (в часы пик в пиковом направлении).

Рядом с пересадочным узлом расположен Бруклинский мост, старое и новое здания мэрии города Нью-Йорка.

## Платформы линии Лексингтон-авеню, Ай-ар-ти
|   |     |   |   |     |     |   |   |     |   |
| · | · л | · | · | · э | · э | · | · | · л | · |

|   |     |   |   |     |     |   |   |     |   |
| · | · л | · | · | · э | · э | · | · | · л | · |

«Бруклинский мост — Сити-холл» (англ. Brooklyn Bridge–City Hall) — станция Нью-Йоркского метрополитена, расположенная на линии Лексингтон-авеню, Ай-ар-ти.  На станции останавливаются маршруты: 4 (круглосуточно), 5 (круглосуточно, кроме ночи), 6 (круглосуточно) и <6> (в будни днём в пиковом направлении). Станция является южной конечной для маршрутов 6 и <6>. Экспресс-пути используются маршрутами 4 (круглосуточно, кроме ночи) и 5 (круглосуточно, кроме ночи). Локальные пути используются маршрутами: 4 (ночью), 6 (круглосуточно) и <6> (в будни днём в пиковом направлении). Она представлена двумя островными и двумя ныне закрытыми боковыми платформами, обслуживающими четыре пути: внешние пути используют только локальные поезда, внутренние — только экспрессы.
Станция была открыта 27 октября 1904 года в составе первой очереди сети Interborough Rapid Transit Company (IRT). В это время поезда ходили от станции City Hall до 145th Street.
Поезда, заканчивающие маршрут на этой станции (маршруты 6 и <6>), продолжают движение на юг и разворачиваются через ныне закрытую станцию Сити-холл, имеющую форму кольца.
После закрытия в 1962 году станции Worth Street, Brooklyn Bridge переименовали в Brooklyn Bridge — Worth Street, но в 1995 году ей вернули прежнее название Brooklyn Bridge — City Hall.

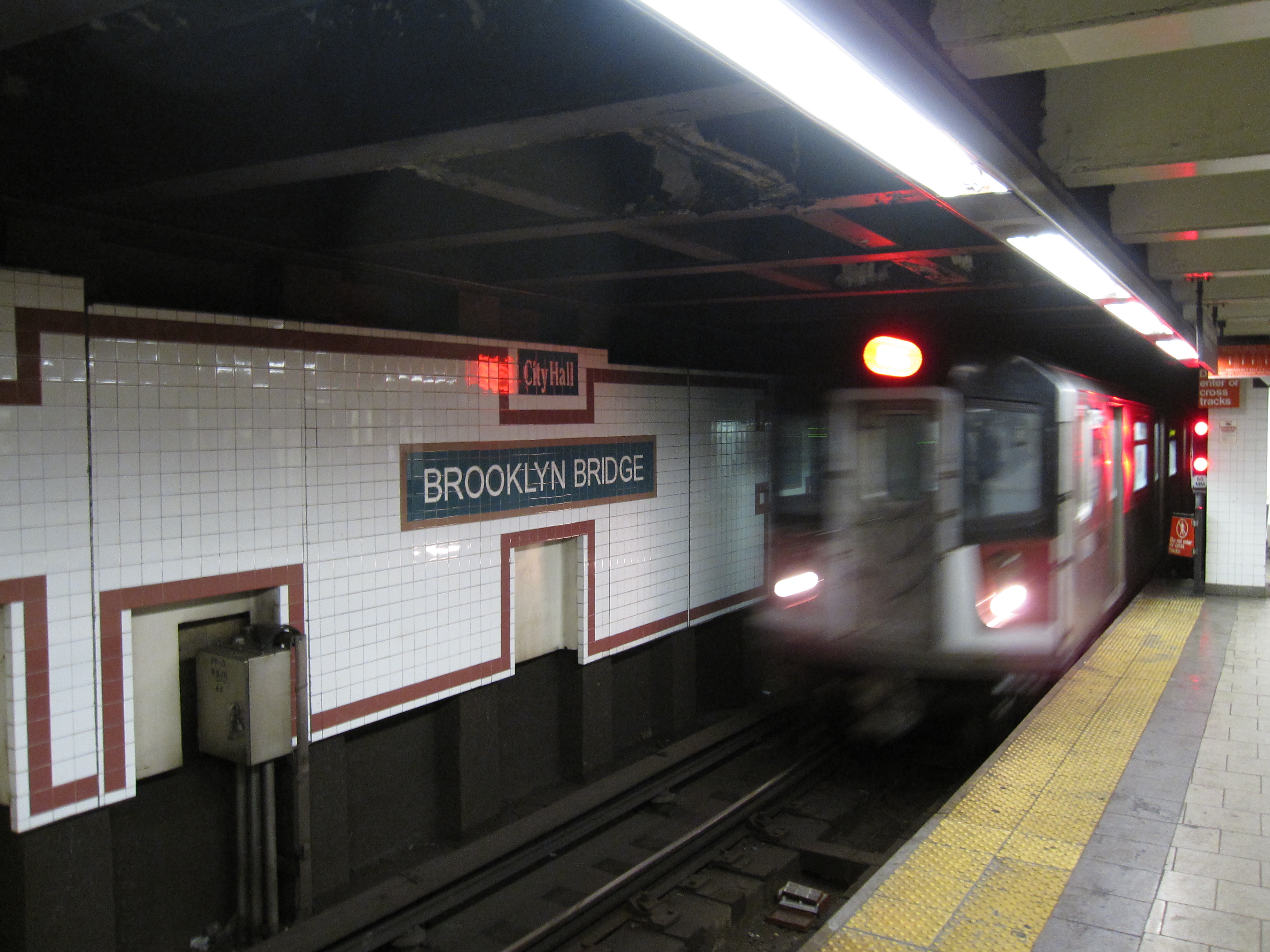
Прибытие 6
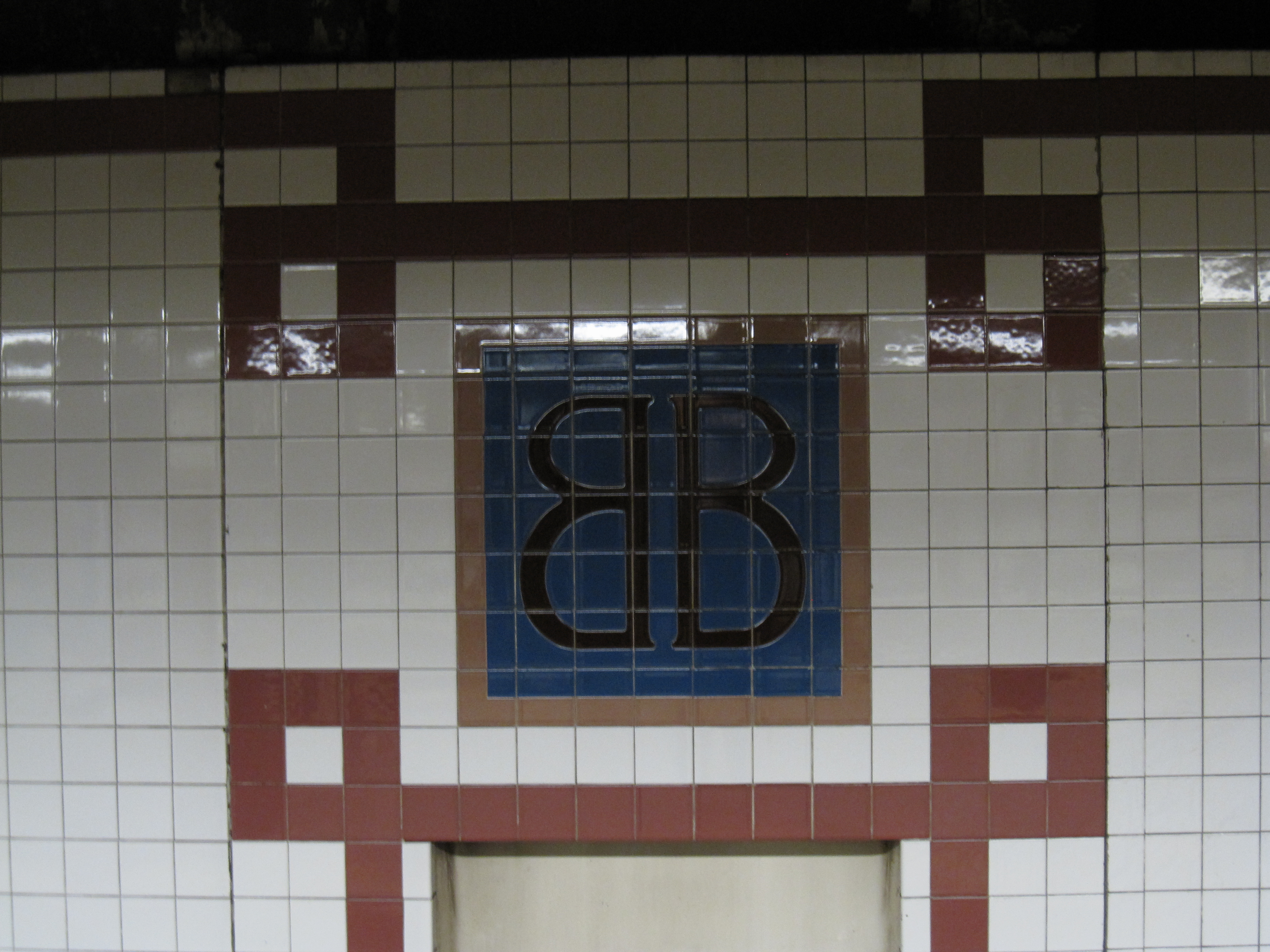
Плитка с буквами "BB"
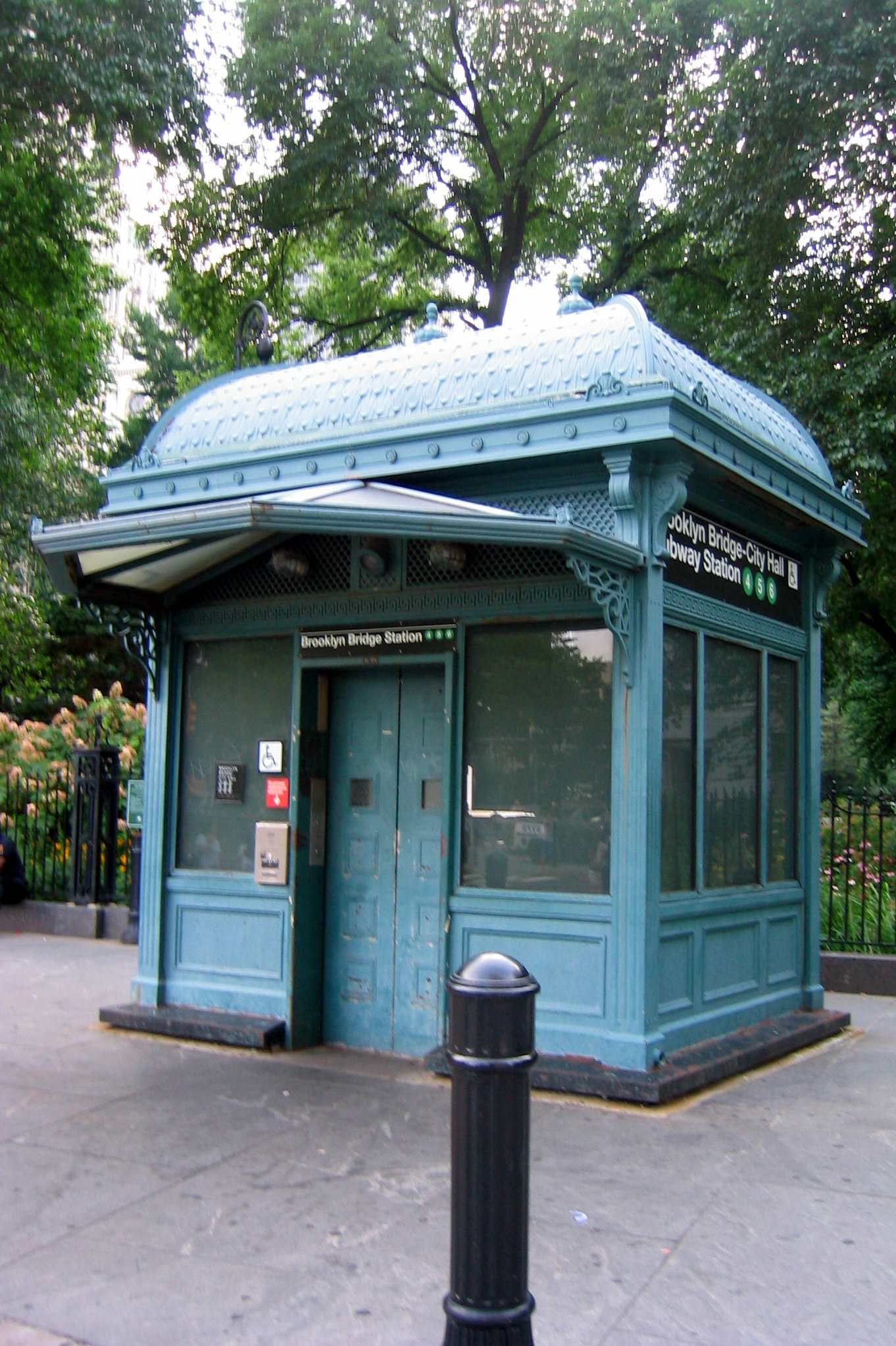
Старый выход, с лифтом
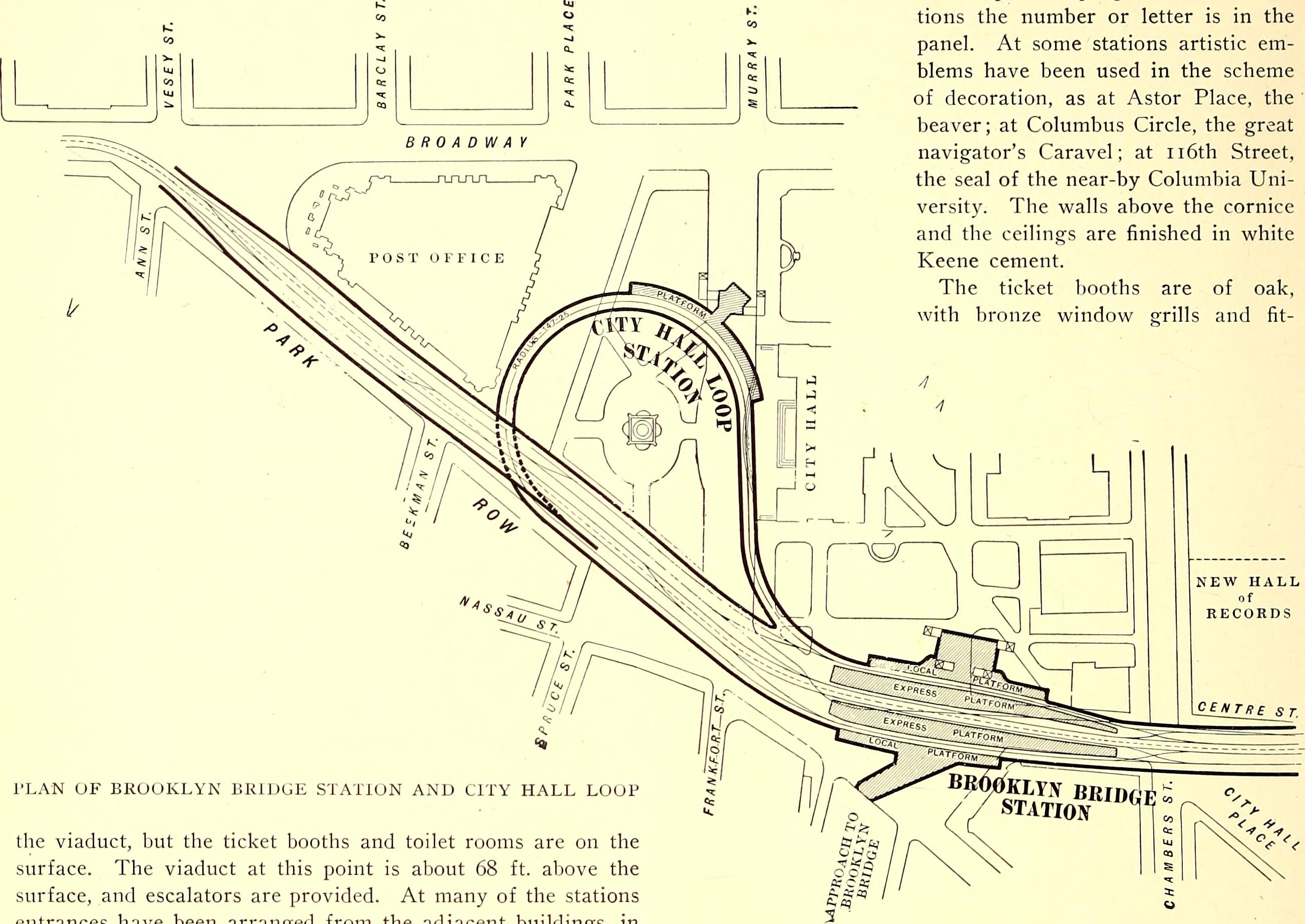
План станции

## Платформы линии Нассо-стрит, Би-эм-ти
|   |   |   |   |   |   |   |   |   |   |   |
| · | · | · | · | · | · | · | · | · | · | · |

|   |   |   |   |   |   |   |   |   |   |   |
| · | · | · | · | · | · | · | · | · | · | · |

«Чеймберс-стрит» (англ. Chambers Street) — станция Нью-Йоркского метрополитена, расположенная на линии Нассо-стрит, Би-эм-ти.  На станции останавливаются маршруты J (круглосуточно) и Z (в часы пик в пиковом направлении). Она состоит из трёх островных и одной боковой платформ, из которых используются только две крайние островные, а центральная островная и боковая закрыты.
Станция открылась 4 августа 1913 года как часть развития сети Brooklyn—Manhattan Transit Corporation (BMT) в Манхэттене. По первоначальному плану станция должна была быть конечной точкой на линии и называться Сити-холл. Позже планировалось южнее станции отвести пути к Бруклинскому мосту, а севернее к Манхэттенскому мосту и, соединив их в Бруклине, образовать что-то вроде кольцевой линии.
На этой станции снимали фильмы: «Кто-то там наверху любит меня» (1968), «Слава» (1980) и «Большие надежды» (1998).

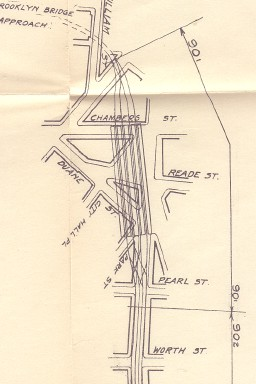
Первоначальный план
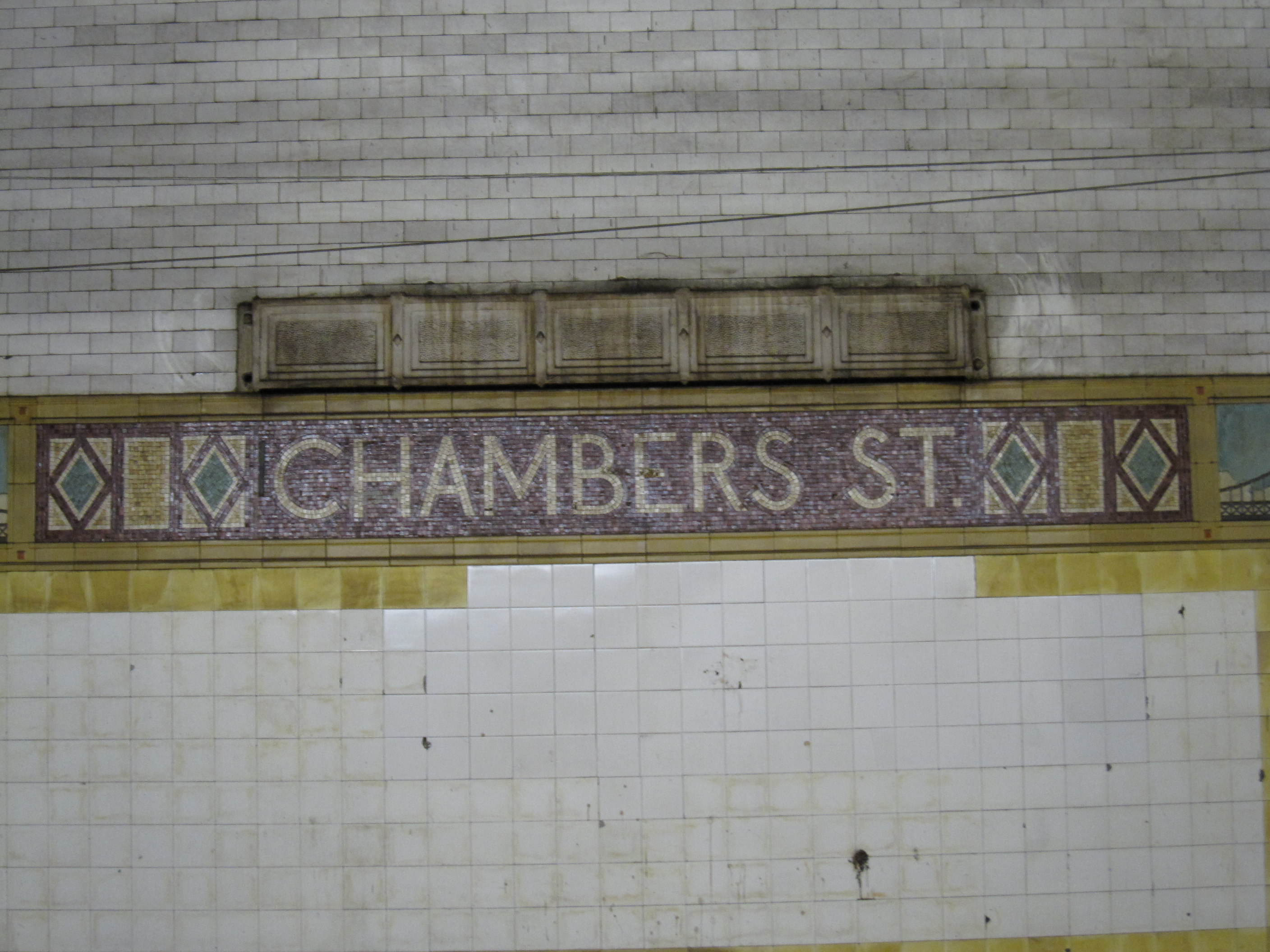
Именная мозаика
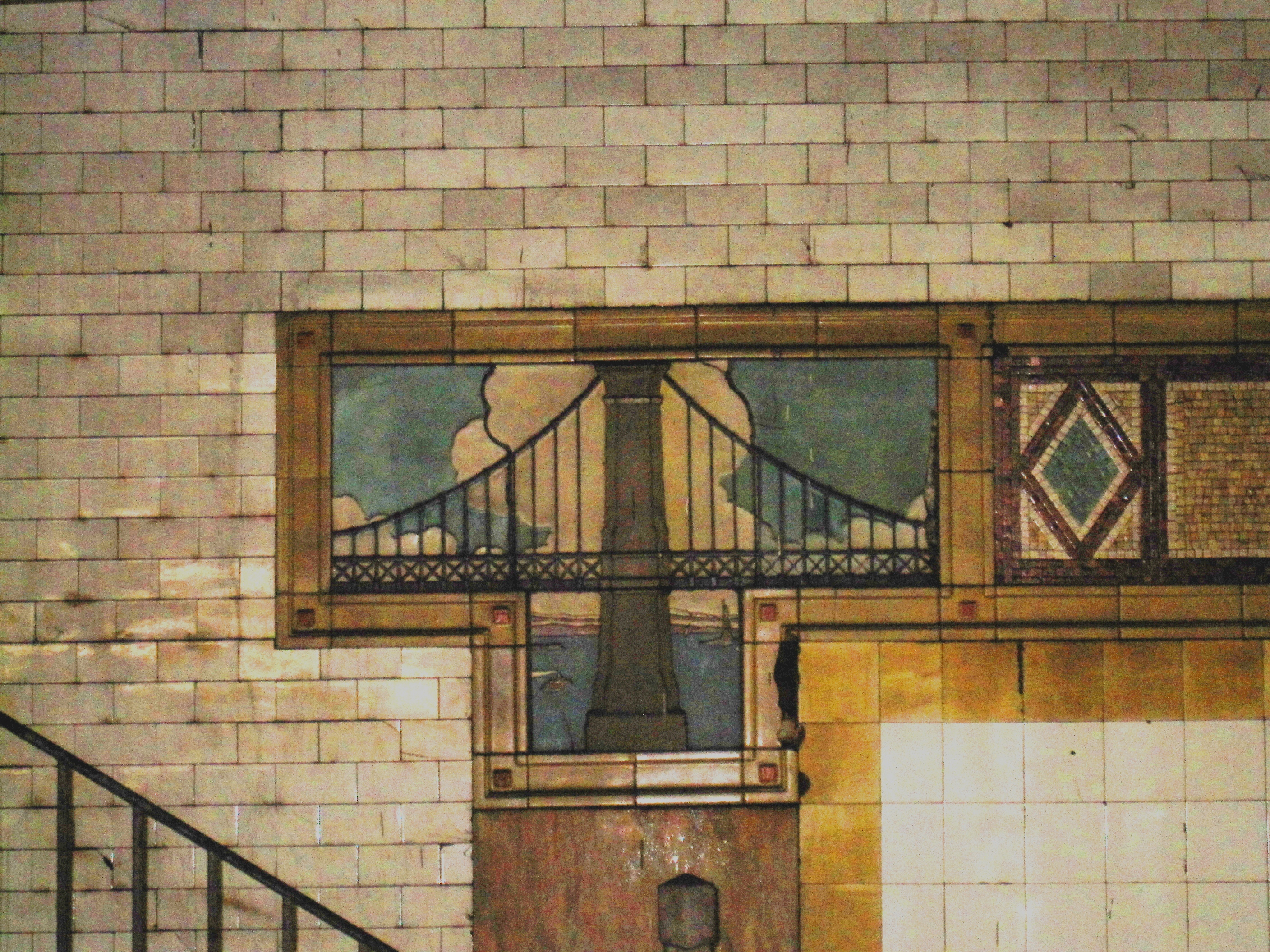
Картуш с изображением Бруклинского моста
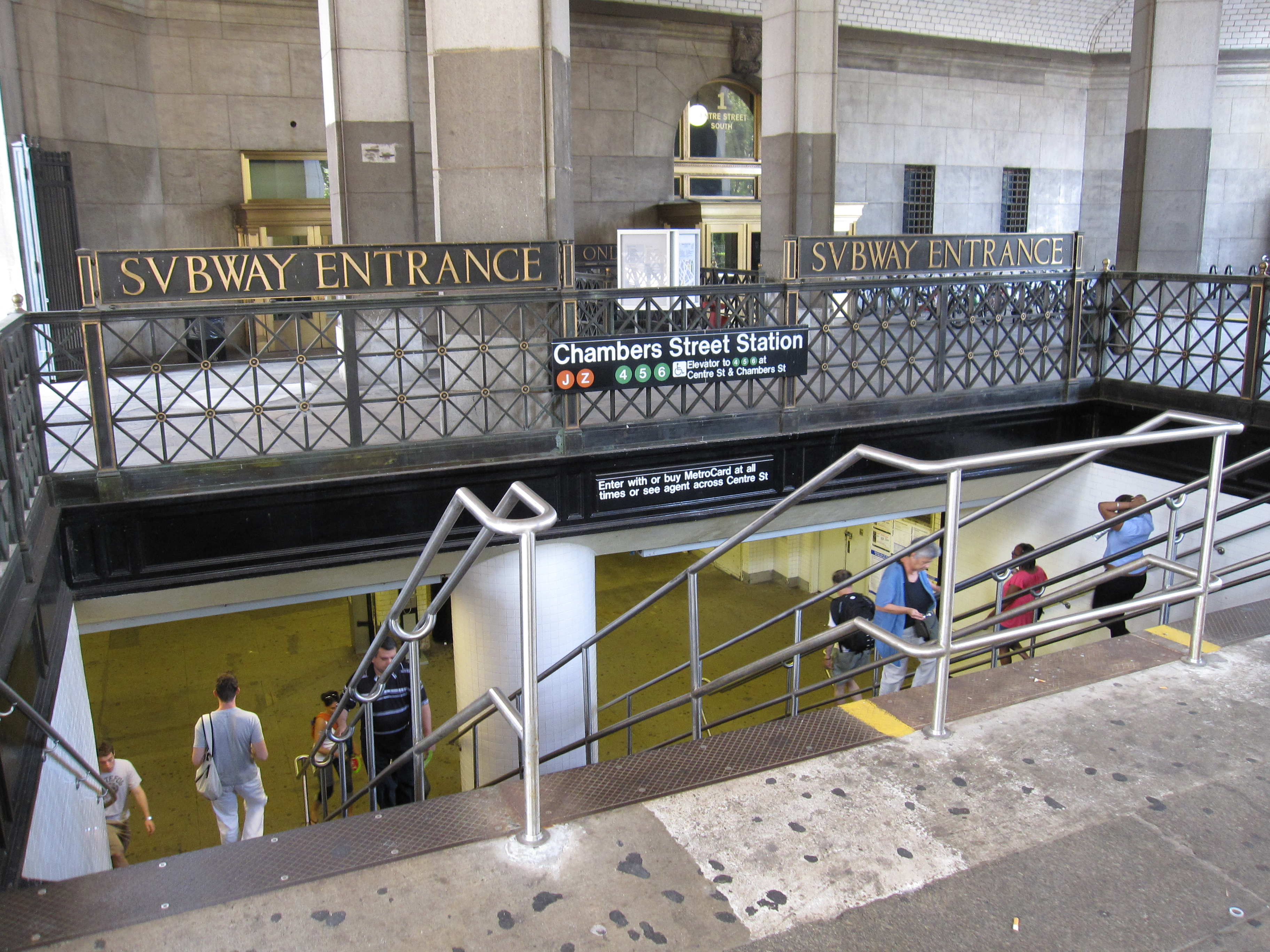
Вход через Манхэттенское муниципальное здание, крупный план
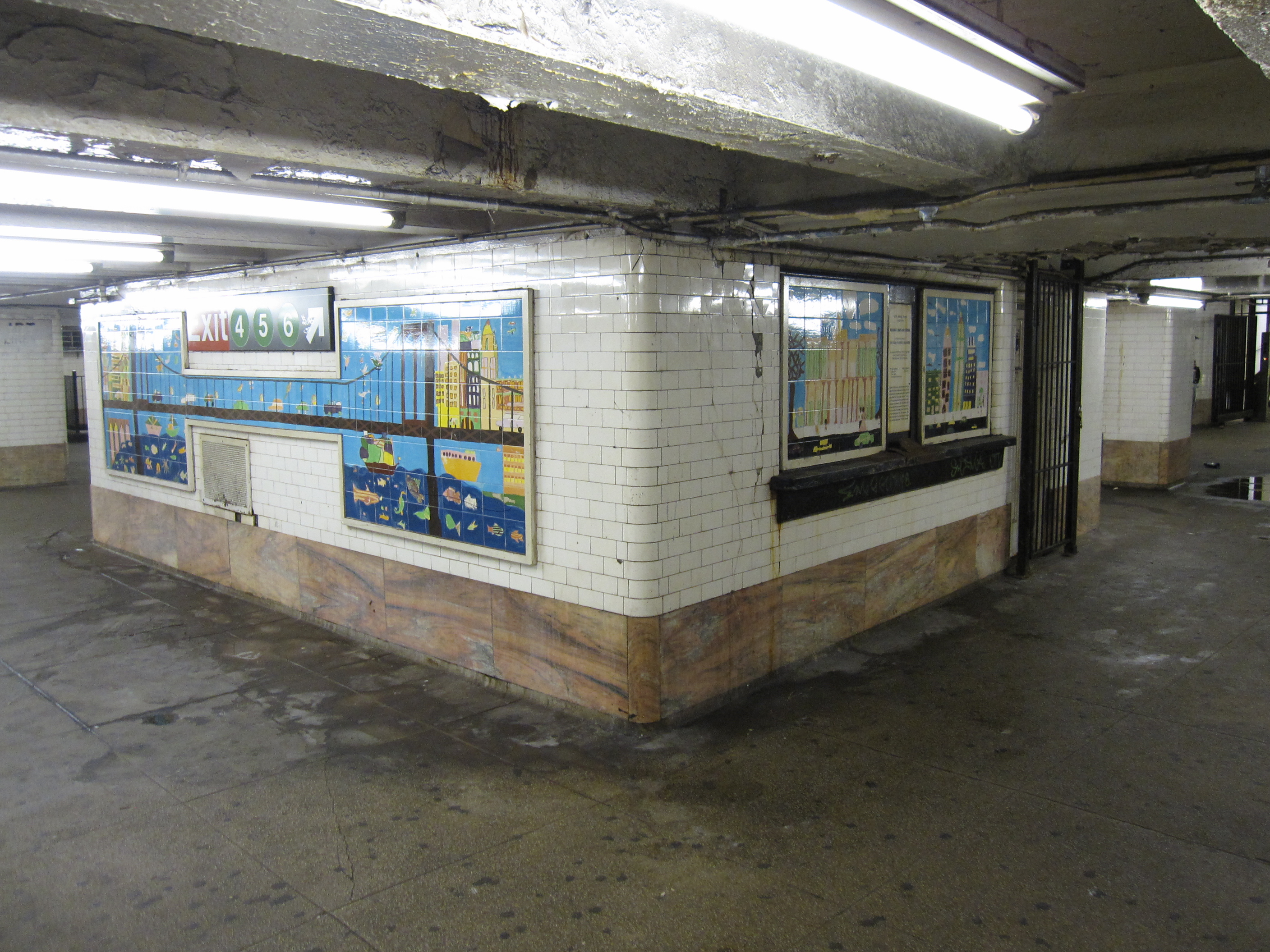
Закрытая касса

## Соседние станции
| Условные обозначения |
| для дней и часов работы маршрутов (более точно указано во всплывающих подсказках при этих обозначениях): |
| --- |
| круглосуточно круглосуточно, кроме ночи круглосуточно, кроме будней днём (либо часов пик) в пиковом направлении в будни днём (и, возможно, вечером) в будни круглосуточно в часы пик в будни днём (либо в часы пик) в пиковом направлении в будни днём (либо в часы пик) в направлении, обратном пиковому в выходные ночью ночью и в выходные (и, возможно, вечером) нет движения поездов |

| Предыдущая станция                                                                  | ЛинияНазвание станции                                         | Следующая станция                            |
| ----------------------------------------------------------------------------------- | ------------------------------------------------------------- | -------------------------------------------- |
| 14-я улица — Юнион-сквер · (4 5) · Канал-стрит · (4 6 <6>) · Уэрт-стрит · (закрыта) | линия Лексингтон-авеню, Ай-ар-ти Бруклинский мост — Сити-холл | Фултон-стрит · (4 5) · Сити-холл · (закрыта) |
| Канал-стрит · (J Z)                                                                 | линия Нассо-стрит, Би-эм-ти Чеймберс-стрит                    | Фултон-стрит · (J Z)                         |